# Barcarena (Portugal)
Barcarena is een plaats (freguesia) in de Portugese gemeente Oeiras en telt 11.847 inwoners (2001).